# 河合正臣
河合 正臣（かわい まさおみ、1891年〈明治24年〉4月10日 - 1958年〈昭和33年〉7月18日）は、大正から昭和時代の政治家。埼玉県川越市長。

## 経歴
秋田県に生まれる。中央大学を卒業し、東京興信所書記、同興信所川越出張所主事を経て、1930年（昭和5年）民政党系同志会が改称した愛市同盟に所属して川越市会議員に当選した。1938年（昭和13年）から1942年（昭和17年）の間に市会議長を2度務めた。1945年（昭和20年）同市長に就任。終戦を挟んで1946年（昭和21年）7月、ソースを公定価格の3倍近い価格で市民に配給した「ソース事件」の責任を取り、8月に辞任した。